# Mars Lietuva
Mars Lietuva  ist eine der größeren Produktionsfirmen in Litauen. Sie gehört der Gruppe  Mars Incorporated. 2011 erzielte das Unternehmen   den Umsatz von 415 Mio. Litas (2007: 489 Mio. Lt).  Das Unternehmen „Mars Lietuva“ ist der größte Futtermittelhersteller in den  baltischen Staaten  mit einem jährlichen Output von 80.000 Tonnen. Dosenfutter-Sortiment umfasst mehr als 190 Rezepte der Produkte.  All dies wird  in mehr als 30 europäische Länder geliefert.
Neben dem Tierfutterhandel handelt das Unternehmen mit weltweit bekannten Lebensmitteln, Süßwaren und Eis. Es handelt mit Pedigree, Chappi, Kitekat, Catsan, Whiskas, Sheba, Exelcat, Snickers, Mars, Bounty, M&M’s, Twix und Uncle Ben’s.
„Masterfoods“  wurde 1993 in Klaipėda gegründet. Seit 1999 produziert es Futtermittel in Gargždai. Die Abteilung befindet sich auch in Vilnius.